# Тамбовка (Ніноцмінда)
Тамбовка (груз. ტამბოვკა) — село в Грузії.
За даними перепису населення 2014 року в селі проживає 136 осіб.